# Kuje
Kuje é uma área de governo local do Território da Capital Federal da Nigéria.
Possui uma área de 1.644 km2 e uma população de 97.367 no censo de 2006.
O código postal da área é 905.

## Atrações
Kuje é uma cidade de mercado movimentada com uma variedade de lojas de beira de estrada que vendem produtos farmacêuticos, suprimentos, materiais de construção, ferragens, ferramentas, cartões telefônicos, CDs de música. Tem também vários postos de gasolina "independentes", que são impopulares devido à aparente imprecisão da calibração de suas bombas.

## Educação
Kuje tem várias escolas públicas e privadas, incluindo a Escola Secundária de Governo, a Escola Primária de Ciências Kuje, a Academia de Ciências de Capital da DFGS Glorious Shining Star Academy e a Faculdade Internacional Nigéria-Gana e a Academia Aflon Digital.

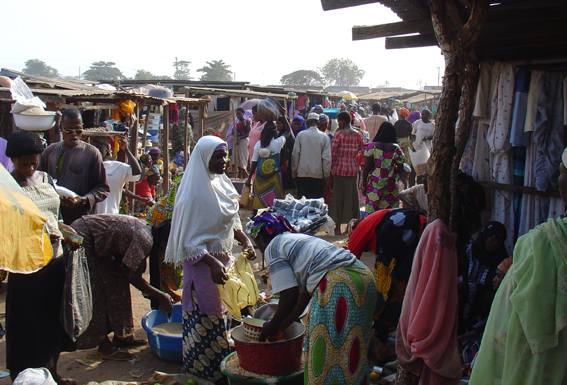
Mercado Kuje.

## Mercado
O centro de Kuje é um mercado colorido realizado a cada 4 dias com barracas que vendem frutas, legumes, carne muito fresca, outras provisões, utensílios domésticos, tecidos, calçados, roupas, peixe defumado e cartazes exibindo futebolistas europeus retratados ao lado de suas casas, esposas e carros.[carece de fontes?]

## Expansão
Kuje está vendo uma rápida expansão na construção de residências por causa de sua proximidade a Abuja e por causa da remoção de assentamentos “informais” ao longo da estrada do aeroporto.[carece de fontes?] Existe uma rede de estradas bem asfaltadas que servem zonas de habitação ainda não construídas, enquanto as áreas residenciais existentes estão ligadas por estradas de terra esburacadas e muitas vezes intransitáveis.

## Comunicação e mídia
A Kuje tem uma revista comunitária chamada Kuje Reflection, onde você pode ler as notícias locais da Kuje, lançadas em novembro de 2014. Esta revista é uma maneira de ter uma rápida visão geral do cenário de negócios da Kuje. De tempos em tempos, uma lista de empresas e organizações é listada na Kuje Reflection para que os cidadãos de Kuje possam saber quais serviços estão disponíveis na comunidade. Serve como um mini diretório de negócios
E devido à falta de impacto que a revista comunitária tem desde a sua criação, uma nova e vibrante forma de comunicação surgirá em 2016, o boletim semanal será introduzido em fevereiro de 2016. Ele estará servindo as comunidades Kuje inteiras com notícias sobre pessoas, lugares e eventos. Isto irá ajudar a fazer a ponte de comunicação na área. Terá páginas dedicadas às atividades do Conselho para que as pessoas estejam cientes do que o governo do dia está fazendo, e isso será em parceria com o Conselho, pois as informações serão coletadas e publicadas para consumo público.
Também uma revista chamada Konfam que lançou sua primeira edição em maio de 2016, centrada na Kuje como um todo, sua cultura, valores e o povo da Kuje em geral. A revista Konfam visa trazer a Kuje para o centro das atenções. Os cérebros por trás da "Kuje Konfam Magazine" são jovens e talentosos, e em pouco tempo foram capazes de capturar os corações de muitos dos moradores de Kuje.